# Георг Фридрих фон Кастел-Рюденхаузен
Георг Фридрих фон Кастел-Рюденхаузен (на немски: Georg Friedrich von Castell-Rüdenhausen; * 21 август 1600 в Рюденхаузен; † 28 март 1653 в Рюденхаузен) от род Кастел е от 1635 г. до смъртта си владетел на графство Кастел-Рюденхаузен.

## Биография
Той е големият син на граф Готфрид фон Кастел-Рюденхаузен († 1635) и съпругата му Анна Мария Фридерика Шенкин фон Лимпург-Шпекфелд-Оберзонтхайм († 1632). Брат е на Хайнрих Албрехт (1603 – 1633), който няма никакви претенции за графството.
Георг Фридрих следва в университета в Страсбург и в Тюбинген. Той умира на 52 години в Рюденхаузен.

## Фамилия
Георг Фридрих се жени на 16 септември/30 ноември 1636 г. в Зомерхаузен за Анна Луиза Шенкин цу Лимпург в Шпекфелд (* 18 септември 1619 в Бад Либенцел; † 26 август 1663 в Рюденхаузен), дъщеря на Филип Лудвиг Шенк фон Лимпург-Шпекфелд († 1627) и графиня Ева Барбара фон Зайнсхайм († 1644). Те имат децата:
- Филип Готфрид (1641 – 1681), граф на Кастел-Рюденхаузен, женен на 6 декември 1670 г. в Даун за вилд и райнграфиня Анна Сибила фон Даун (1648 – 1685)
- Фридрих Лудвиг (1642 – 1680)
- Хайнрих Албрехт (1643 – 1674)
- София Христина (1644 – 1647)
- Луиза Юлиана (1646 – 1687)
- Мария Магдалена (1647 – 1648)
- Еберхард (1650 – 1674)
- Йохан Фридрих (1651 – 1651)
- Доротея Елизабет (1652 – 1726)